# Gentiana algida
Gentiana algida är en gentianaväxtart som beskrevs av Pallas. Gentiana algida ingår i släktet gentianor, och familjen gentianaväxter. Utöver nominatformen finns också underarten G. a. purdomii.